# 1722 en philosophie
Chronologie de la philosophie
- 1718
- 1719
- 1720
- 1721
- 1722
- 1723
- 1724
- 1725
- 1726

L’année 1722 a été marquée, en philosophie, par les événements suivants :

## Publications
- Giuseppa Eleonora Barbapiccola publie à Turin I Principi della filosofia di Renato Des-Cartes, traduction en italien des Principes de la philosophie de René Descartes, avec une importante préface intitulée « La traduttrice a' lettori », dans laquelle elle défend la capacité intellectuelle des femmes, leur droit à une éducation efficace, et leur revendication d'une participation aux joutes intellectuelles dominées par les hommes.

- Pierre-Daniel Huet : Huetiana, ou Pensées diverses de M. Huet, Éd. abbé d’Olivet, Paris, J. Estienne, 1722 lire en ligne sur Gallica

### Traductions
- Jakob Böhme : La voie vers le Christ (Der Weg zu Christo, 1624), trad. G. Schlechtiger 1722 : Le chemin pour aller à Christ ;

## Décès
- 11 mars à Londres : John Toland (né le 30 novembre 1670 à Ardagh, Irlande) est un philosophe irlandais.